# Publius Crepereius Verecundus
Publius Crepereius Verecundus war ein im 1. oder 2. Jahrhundert n. Chr. lebender Angehöriger des römischen Ritterstandes (Eques).
Durch eine Inschrift, die bei Nassenfels gefunden wurde und die auf 71/130 datiert wird, ist belegt, dass Verecundus Präfekt der Cohors I Breucorum war. Verecundus ließ die Inschrift für seine verstorbene Frau Valeria Honorata errichten.